# Nova TV (Hrvatska)
Nova TV je hrvatska privatna televizijska postaja koja je s prikazivanjem sadržaja počela 28. svibnja 2000. godine, a koncesiju je kao prva privatna televizija dobila u srpnju 1999. godine. Od 2018. u vlasništvu je poduzeća United Group. Sjedište televizije nalazi se na adresi Buzinski krči 1, Zagreb.
Nova TV vlasnik je televizija u Hrvatskoj kao što su Doma TV i Mini TV. Dio je branda Nova TV d.d.

## Povijest i program
Svoju strategiju razvoja novih kanala Nova TV započela je 2008. s dječjim kanalom Mini TV u potpunosti sinkroniziranim na hrvatski jezik koji se prenosi putem IPTV-a i kabela. Iste godine s radom je započeo i digitalizirani kanal Nova HD. Prvi specijalizirani zabavni kanal Doma TV pokrenut je u siječnju 2011., dok je međunarodni kanal Nova World namijenjen hrvatskom iseljeništvu pokrenut iste godine u ožujku. Nova TV danas emitira dva kanala u HD-u: Novu HD i Domu HD. 
U ožujku 2019. godine Nova TV javnosti objelodanjuje svoj novi vizualni identitet.

### Razvoj informativnog programa
Informativni program Nove TV 2005. godine predstavio je središnju informativnu emisiju Dnevnik Nove TV. Na svoju desetu godišnjicu informativna emisija u zemlji počinje s emitiranjem iz novog studija.
Redakciju informativnog programa na čelu s direktoricom informativnog programa Ksenijom Kardum čini više od pedeset novinara, dopisništva u Osijeku, Splitu, Rijeci, Puli, Dubrovniku i Zadru.

### Razvoj športskog programa
Nova TV je prva u Hrvatskoj[nedostaje izvor] prenosila utakmice engleske Premier lige ili utrke Svjetskog skijaškog kupa na jednoj privatnoj televiziji u Hrvatskoj. Prva utakmica jednog domaćeg nogometnog kluba na privatnoj televiziji bila je na Novoj TV prijenosom Dinamo Bukurešt – Hajduk Split, a pod uredničkom palicom Željka Vele. 2013. godine Nova TV je prvi put prenosila nogometni Hrvatski nogometni superkup između Dinama i Hajduka te osigurala prava jednog ciklusa za nogometnu Ligu prvaka. Športski program posljednjih nekoliko godina ponajviše je okrenut športskom pregledu unutar Dnevnika Nove TV, ali i snimkama borilačkih športova u večernjem terminu.
Od rujna 2018. Nova TV preuzela je prijenose svih utakmica hrvatske nogometne reprezentacije i osigurala prava za prijenos Lige nacija, Europskog nogometnog prvenstva 2020. i kvalifikacija za Svjetsko nogometno prvenstvo u Kataru 2022.

### Razvoj zabavnog programa
Prvi reality show u vlastitoj produkciji bio je Story SuperNova, a potom i Story SuperNova Music Talents. Prvi sitcom bio je Naša mala klinika. 
Nova TV prikazivala je talent šou Supertalent, zabavni program Tvoje lice zvuči poznato, kulinarske emisije MasterChef i Celebrity MasterChef, reality show Farma, sapunicu Najbolje godine te telenovelu U dobru i zlu.
Osim navedenih, Nova TV je tijekom svoje povijesti prikazivala i druge brojne domaće serije poput: glazbeno-dramske serije Stella, dramske serije Larin izbor, Zora dubrovačka, Kud puklo da puklo, Zlatni dvori, Čista ljubav te Lud, zbunjen, normalan.
Jedan od najdugovječnijih formata Nove TV je emisija IN magazin. Prikazuje se od početka 2009. godine, a sadašnja urednica je Ivana Mandić. Tijekom vremena, emisija je mijenjala formate, trajanje i termine.

### Razvoj dječjeg programa[4]
Od samog početka programa Nova TV u svojem jutarnjem programu prikazuje dječje crtane serije, a danas je za program dječjeg sadržaja rezerviran termin od 6:00 sati do 7:00 sati.
Trenutni sadržaj: Neustrašivi Scooby-Doo, Aladin, Timon i Pumba, Budi Cool, Scooby-Doo!.
Sadržaj 2020-ih: Scooby-Doo: Nove tajne, Lilo i Stitch, Štrumpfovi, Elena od Avalora, Talking Tom i prijatelji, Pleme Monchhichi, Robocar Poli, More Jump with Joey, Fun with Flupe, 44 Cats: Ekipa malih maca, Superknjiga.
Sadržaj 2010-ih: Winx Club, Tegljač Tom, Vlakić Troy, Auto patrola, Super kamion, Tomova autopraonica, PopPixie, Psići u ophodnji, Žar i čudovišni strojevi, More Nat and friends, Bljakavci, Shopkins, Ninja kornjače, Oddbods, Peppa Pig, Maša i Medvjed, Spužva Bob Skockani, Slugterra, Mašine priče, Song club, Power Rangers Megaforce, Zelfs, B-Daman, Invizimals, Pčelica Maja, Vatrogasac Sam, Traktor Tom, Ever After High, Monster High, Sveznalica Rosie, Pac-Man, Lego Ninjago. 
Sadržaj 2000-ih: Digimon, Sonic X, Pokemon, Mon Colle Knights, Action Man, Yu-Gi-Oh, Johnny Bravo, Dexter's Laboratory, Teletubbies, Transformers, Iron Man, Spider-Man, Mjesečeva ratnica.

## Multimedija
Uz televizijsku proizvodnju i prikazivanje, Nova TV razvija i internetsko poslovanje. Godine 2005. Nova TV uz službenu mrežnu stranicu pokreće i mrežni portal dnevnik.hr. U 2007. Nova TV postaje i većinski vlasnik najvećega blogerskog servisa blog.hr. Danas Nova TV u svojemu vlasništvu broji više portala. 
Nova TV je u Hrvatskoj pokrenula i portal Nova Plus, servis za gledanje filmova i serija putem Interneta te pristup videosadržajima.

## Nagrade
- Qudal za najkvalitetniju televiziju 2011. s najkvalitetnijim informativnim i zabavnim programom.
- Trusted Brend Hrvatska 2011. – TV postajom kojoj se najviše vjeruje.
- Nagrada Miko Tripalo za promicanje demokracije, slobode medija i ljudskih prava u svom informativnom programu 2010. godine.
- Qudal u kategoriji najkvalitetniji televizijski program općenito za 2015. godinu.
- Niz nagrada u odabiru Večernjakov ekran, a danas Večernjakova ruža za najbolje emisije i voditelje godine.
- Srebro 2016. godine u dvije kategorije nagrade Promax, godišnjem natjecanju izvrsnosti na području promocije, marketinga i dizajna: za najbolju produkcijsku grafiku u informativnom programu te za najbolji TV studio i video zid.

## Emisije
- Dnevnik Nove TV
- Provjereno
- IN magazin

## Domaća produkcija zabavnog programa
- Naša mala klinika
- Najbolje godine
- Larin izbor
- Stella
- Nad lipom 35
- Zauvijek susjedi
- Kud puklo da puklo
- Zlatni dvori
- Tvoje lice zvuči poznato
- Farma
- Supertalent
- MasterChef Hrvatska

## Vanjske poveznice
- Službena stranica
- Nova TV na Facebooku
- Nova TV na Twitteru
- Nova TV na Instagramu
- Nova TV na YouTubeu